# Can’t Get You Out of My Head
«Can’t Get You Out of My Head» (с англ. — «Не могу выбросить тебя из головы») — песня австралийской певицы Кайли Миноуг, включённая в её восьмой студийный альбом Fever (2001). В качестве авторов и продюсеров песни выступили Кэти Деннис и Роб Дэвис. «Can’t Get You Out of My Head» была выпущена в качестве первого сингла альбома в третьем квартале 2001 года.

## История создания
В 2000 году лейбл Universal Publishing пригласил певицу, Кэти Деннис и композитора, Роба Дэвиса поработать над новой музыкой. Песня «Can’t Get You Out of My Head» была написана за три с половиной часа.
Прежде чем отдать песню Кайли Миноуг, Дэвис и Деннис предлагали её группе S Club 7 и певице, Софи Эллис-Бекстор. Затем Дэвис встретился с исполнительным директором Миноуг, Джейми Нельсоном, который был впечатлен песней и подумал, что она понравится посетителям клубов. Нельсон заказал песню для записи Миноуг. Миноуг пожелала записать песню сразу после того, как услышала 20 секунд демо. Песня была записана в домашней студии Дэвиса в графстве Суррей, Англия.

Музыка, за исключением гитарной партии, была запрограммирована с помощью рабочей станции Korg Triton через MIDI-интерфейс. Деннис позже сказала: 
«Несмотря на то, что Кайли не была первой, кому предложили эту песню, я не верю, что кто-то другой исполнил бы её лучше.»

## Коммерческий успех
Песня «Can’t Get You Out of My Head» имела успех во всём мире, почти в каждой стране, достигнув первого места в Австралии и оставаясь на вершине в течение четырёх недель. Она была сертифицирована как трижды платиновая Австралийской ассоциацией звукозаписывающих компаний, в стране было продано более 210 000 экземпляров сингла. Песня достигла 33-й позиции в Новой Зеландии, позднее поднявшись до первого места. В Новой Зеландии, где было продано более 7 500 экземпляров сингла, он был сертифицирован как золотой.
«Can’t Get You Out of My Head» достигла первого места во всех европейских странах, кроме Финляндии, где она стала пятой. Песня достигла первого места во французских и немецких чартах, продано более 500 000 экземпляров в каждой стране, сингл стал платиновым. В Великобритании в первую неделю после выпуска было продано более 306 000 экземпляров, достигнуто первое место. Песня стала платиновой по версии Британской ассоциации производителей фонограмм.
После успеха, достигнутого во всём мире, «Can’t Get You Out of My Head» была выпущена в Северной Америке в 2002 году. Песня достигла 64-й позиции в Billboard Hot 100 и стала седьмой на девятой неделе нахождения в чартах.

## Критика
Песня получила хвалебные отзывы критиков. Джим Фарбер из журнала Entertainment Weekly сказал, что песня полностью соответствует своему названию, и сравнил её с музыкой американской певицы Андреа Тру . Джейсон Томпсон из PopMatters описал вокал Миноуг как сексуальный и назвал песню фанковой. Доминик Леоне из Pitchfork написал, что песня вернула Миноуг популярность в США.

Кэмерон Адамс из Herald Sun, поместил песню на 1-е место в своем списке лучших песен Миноуг, посвященному её 50-летию. Он назвал песню счастливой случайностью и добавил: 
«Если бы вы могли запрограммировать компьютер, чтобы создать идеальную поп-песню, она звучала бы именно так».

## Видеоклип
Музыкальный клип показывает Миноуг, ведущую автомобиль и едущую к футуристическому городу, и танцоров в различных футуристических костюмах. Затем внимание фокусируется на Миноуг в спортивной одежде, после чего мы видим её с другими танцорами в компьютерном футуристическом городе. Режиссёром выступил Доун Шэдфорт, а хореографом ― Майкл Руни.
На церемонии MTV Video Music Awards 2002 года клип на песню «Can’t Get You Out of My Head» получил номинацию в категории Лучшее танцевальное видео, Руни получил награду за лучшую хореографию. Белый комбинезон с капюшоном, в который была одета Миноуг в музыкальном клипе, часто считается одним из её самых культовых образов, в том числе из-за его глубокого выреза. Наряд был показан на выставке Kylie: The Exhibition в Музее Виктории и Альберта в Лондоне, и на аналогичной выставке Kylie: an Exhibition в Музее Powerhouse в Сиднее.

## Список композиций
| - French CD, UK cassette and US 7" single 1. «Can’t Get You Out of My Head» — 3:50 2. «Boy» — 3:47 - European and Australian CD single 1 1. «Can’t Get You Out of My Head» — 3:50 2. «Boy» — 3:47 3. «Rendezvous at Sunset» — 3:23 4. «Can’t Get You Out of My Head» (Video) — 3:47 - European CD single 2 1. «Can’t Get You Out of My Head» — 3:50 2. «Can’t Get You Out of My Head» (K & M’s Mindprint Mix) — 6:34 3. «Can’t Get You Out of My Head» (Plastika Mix) — 9:26 - Australian CD single 2 1. «Can’t Get You Out of My Head» — 3:50 2. «Can’t Get You Out of My Head» (K & M’s Mindprint Mix) — 6:34 3. «Can’t Get You Out of My Head» (Plastika Mix) — 9:26 4. «Can’t Get You Out of My Head» (Superchumbo Todo Mamado Mix) — 8:32 - Spanish CD single (Remix) 1. «Can’t Get You Out of My Head» (K&M Remix) — 6:34 2. «Can’t Get You Out of My Head» (Nick Faber Remix) — 5:59 3. «Can’t Get You Out of My Head» (Superchumbo Todo Mamado Mix) — 8:32 - UK 7" single 1. «Can’t Get You Out of My Head» — 3:50 2. «Can’t Get Blue Monday Out of My Head» — 4:01 - European 12" single 1. «Can’t Get You Out of My Head» (Original) — 3:50 2. «Can’t Get You Out of My Head» (Plastika Mix) — 9:26 3. «Can’t Get You Out of My Head» (Deluxe’s Dirty Dub) — 6:53 4. «Can’t Get You Out of My Head» (Superchumbo Leadhead Dub) — 7:00 | - UK limited edition 12" single 1. «Can’t Get You Out of My Head» (Extended Version) — 5:57 2. «Can’t Get You Out of My Head» (Extended Instrumental) — 5:57 - UK 12" double single 1. «Can’t Get You Out of My Head» (Deluxe’s Dirty Dub) — 6:53 2. «Can’t Get You Out of My Head» (Deluxe’s Dirty Dub Instrumental) — 6:52 3. «Can’t Get You Out of My Head» (Plastika Mix) — 9:26 4. «Can’t Get You Out of My Head» (Superchumbo Todo Mamado Mix) — 8:35 5. «Can’t Get You Out of My Head» (K & M’s Remix) — 6:35 - US 12" single 1. «Can’t Get You Out of My Head» (Original Mix) — 3:48 2. «Can’t Get You Out of My Head» (K & M’s Remix) — 6:33 3. «Can’t Get You Out of My Head» (Nick Faber Remix) — 5:58 4. «Can’t Get You Out of My Head» (Superchumbo Todo Mamado Mix) — 8:31 - Digital download 1. «Can’t Get Blue Monday Out of My Head» (Live in Manchester) — 4:54 2. «Can’t Get You Out of My Head» (Extended Instrumental) — 6:00 3. «Can’t Get You Out of My Head» (Extended Mix) — 5:59 4. «Can’t Get You Out of My Head» (Nick Faber Remix) — 6:00 5. «Can’t Get You Out of My Head» (Radio Slave Remix Dub Re-Edit) — 5:01 6. «Can’t Get You Out of My Head» (Radio Slave Vocal Re-Edit) — 10:25 7. «Can’t Get You Out of My Head» (Superchumbo Leadhead Dub) — 7:05 8. «Can’t Get You Out of My Head» (Superchumbo Todo Mamado Mix) — 8:34 9. «Can’t Get You Out of My Head» (Superchumbo Voltapella Mix) — 1:58 - Digital download (Peggy Gou’s Midnight Remix) 1. «Can’t Get You out of My Head» (Peggy Gou's Midnight remix) — 4:31 |

## Музыкальная команда
- Авторы — Кэти Деннис, Роб Дэвис
- Продюсеры — Кэти Деннис, Роб Дэвис
- Клавишные — Роб Дэвис
- Электрическая гитара — Роб Дэвис
- Программирование барабанов — Роб Дэвис
- Микс-инженер — Тим Орфорд

Источник

## Чарты и сертификаты
| Чарт (2001—2002)                       | Высшая позиция |
| -------------------------------------- | -------------- |
| Австралия (ARIA)                       | 1              |
| Australian Club Chart (ARIA)           | 2              |
| Австралия (ARIA Dance)                 | 1              |
| Австрия (Ö3 Austria Top 40)            | 1              |
| Бельгия/Фландрия (Ultratop 50)         | 1              |
| Бельгия/Валлония (Ultratop 50)         | 1              |
| Croatia (HRT)                          | 1              |
| Дания (Tracklisten)                    | 1              |
| Europe (European Hot 100)              | 1              |
| Finland (Suomen virallinen lista)      | 5              |
| Франция (SNEP)                         | 1              |
| Германия (GfK)                         | 1              |
| Greece (IFPI Greece)                   | 1              |
| Hungary (Mahasz)                       | 1              |
| Ирландия (IRMA)                        | 1              |
| Италия (FIMI)                          | 1              |
| Нидерланды (Dutch Top 40)              | 1              |
| Нидерланды (Single Top 100)            | 1              |
| Новая Зеландия (Recorded Music NZ)     | 1              |
| Норвегия (VG-lista)                    | 1              |
| Poland (Polish Singles Chart)          | 1              |
| Portugal (Billboard)                   | 1              |
| Romania (Romanian Top 100)             | 1              |
| Шотландия (OCC Scotland)               | 1              |
| South Africa (RISA)                    | 2              |
| Испания (PROMUSICAE)                   | 1              |
| Швеция (Sverigetopplistan)             | 1              |
| Швейцария (Schweizer Hitparade)        | 1              |
| Великобритания (OCC UK Singles)        | 1              |
| США (Billboard Hot 100)                | 7              |
| США (Billboard Adult Pop Airplay)      | 23             |
| США (Billboard Dance Club Songs)       | 1              |
| США (Billboard Dance/Mix Show Airplay) | 32             |
| США (Billboard Pop Airplay)            | 3              |
| США (Billboard Rhythmic)               | 9              |

| Чарт (2001)                       | Позиция |
| --------------------------------- | ------- |
| Australia (ARIA)                  | 3       |
| Australian Club Chart (ARIA)      | 27      |
| Australian Dance Chart (ARIA)     | 1       |
| Austria (Ö3 Austria Top 40)       | 1       |
| Belgium (Ultratop 50 Flanders)    | 8       |
| Belgium (Ultratop 50 Wallonia)    | 7       |
| Europe (European Hot 100)         | 2       |
| France (SNEP)                     | 8       |
| Germany (Official German Charts)  | 4       |
| Ireland (IRMA)                    | 7       |
| Netherlands (Dutch Top 40)        | 5       |
| Netherlands (Single Top 100)      | 2       |
| New Zealand (Recorded Music NZ)   | 45      |
| Romania (Romanian Top 100)        | 1       |
| Sweden (Sverigetopplistan)        | 4       |
| Switzerland (Schweizer Hitparade) | 1       |
| UK Singles (OCC)                  | 3       |

| Чарт (2002)                       | Позиция |
| --------------------------------- | ------- |
| Austria (Ö3 Austria Top 40)       | 50      |
| Europe (European Hot 100)         | 11      |
| France (SNEP)                     | 36      |
| Switzerland (Schweizer Hitparade) | 26      |
| US Billboard Hot 100              | 45      |
| US Dance Club Songs (Billboard)   | 40      |

| Страна         | Позиция |
| -------------- | ------- |
| Australia      | 58      |
| Germany        | 67      |
| Netherlands    | 15      |
| United Kingdom | 7       |

### Сертификации
| Регион | Сертификация  | Продажи   |
| --- | ------------- | --------- |
| Австралия (ARIA) | 3× Платиновый | 210 000^  |
| Австрия (IFPI Austria) | Платиновый    | 40 000*   |
| Бельгия (BEA) | 2× Платиновый | 100 000*  |
| Дания (IFPI Danmark) | Золотой       | 45 000    |
| Франция (SNEP) | Платиновый    | 542,000   |
| Германия (BVMI) | Платиновый    | 500 000^  |
| Греция (IFPI Greece) | Платиновый    | 20 000^   |
| Италия (FIMI) · 2001–2002 | 2× Платиновый | 130,000   |
| Италия (FIMI) · since 2009 | Платиновый    | 100 000   |
| Нидерланды (NVPI) | Платиновый    | 60 000^   |
| Новая Зеландия (RMNZ) | Золотой       | 5000*     |
| Норвегия (IFPI Norway) | Платиновый    | 10 000*   |
| ЮАР (RISA) | Платиновый    | 50,000    |
| Испания (PROMUSICAE) | Золотой       | 30 000    |
| Швеция (GLF) | Платиновый    | 30 000^   |
| Швейцария (IFPI Switzerland) | Платиновый    | 40 000^   |
| Великобритания (BPI) | 3× Платиновый | 1 800 000 |
| США (RIAA) | Золотой       | 531,000   |
| Итого |               |           |
| Мир | —             | 5,000,000 |
| * Данные о продажах приведены только на основе сертификации. · ^ Данные о тиражах приведены только на основе сертификации. · Данные о продажах + прослушиваниях приведены только на основе сертификации. |               |           |